# Mechthild Black-Veldtrup
Mechthild Black-Veldtrup (* 13. September 1960 in Freiburg im Breisgau) ist eine deutsche Historikerin und Archivarin. Sie ist seit 2004 Leiterin des Landesarchivs NRW Abteilung Westfalen.

Ihre Mutter war Lehrerin an einem Gymnasium in Freiburg im Breisgau. Black-Veldtrup studierte an den Universitäten Freiburg, Münster und Canterbury Geschichte, Anglistik, Politologie und Pädagogik. Sie wurde 1993 bei Joachim Wollasch an der Universität Münster mit einer Arbeit über Agnes von Poitou promoviert. Nach der Promotion besuchte sie von 1995 bis 1997 als Archivreferendarin des Landes Nordrhein-Westfalen die Archivschule Marburg und war anschließend als wissenschaftliche Mitarbeiterin im DFG-Projekt „Prototyp eines online-fähigen Findbuchs“ an der Archivschule tätig. Nach einer vierjährigen Anstellung beim Hauptstaatsarchiv Düsseldorf (heute Landesarchiv Nordrhein-Westfalen Abteilung Rheinland) wechselte sie 2002 an das Staatsarchiv Münster (heute Landesarchiv Nordrhein-Westfalen Abteilung Westfalen), dessen Leitung sie 2004 übernahm.
Seit 2004 ist Black-Veldtrup Lehrbeauftragte am Historischen Seminar der Universität Münster. Ihr wurde in Münster der Titel einer Honorarprofessorin verliehen. Seit 2003 ist Black-Veldtrup ordentliches Mitglied in der Historischen Kommission für Westfalen. Im April 2018 wurde sie von der Mitgliederversammlung in der Nachfolge von Wilfried Reininghaus zur neuen Vorsitzenden der Historischen Kommission für Westfalen gewählt. Seit 2003 ist sie Mitglied und war von 2008 bis 2024 zudem Direktorin des Vereins für Geschichte und Altertumskunde Westfalens, Abt. Münster. Seit 2021 ist sie Mitglied in der Historischen Kommission für Niedersachsen und Bremen.

## Schriften (Auswahl)
Monographien
- Kaiserin Agnes (1043–1077). Quellenkritische Studien (= Münstersche historische Forschungen. Bd. 7). Böhlau, Köln u. a. 1995, ISBN 3-412-02695-6.

Herausgeberschaften
- Archive vor der Globalisierung? Beiträge zum Symposion des Nordrhein-Westfälischen Hauptstaatsarchivs in Verbindung mit den Allgemeinen Reichsarchiven in Brüssel (Belgien) und Den Haag (Niederlande) vom 11. bis 13. September 2000 in Düsseldorf (= Veröffentlichungen der staatlichen Archive des Landes Nordrhein-Westfalen. Reihe E: Beiträge zur Archivpraxis. H. 7). Nordrhein-Westfälisches Hauptstaatsarchiv, Düsseldorf 2001, ISBN 3-9805419-5-9.
- mit Mechthild Sandmann: Joachim Wollasch: Wege zur Erforschung der Erinnerungskultur. Ausgewählte Aufsätze. Aschendorff, Münster 2011, ISBN 978-3-402-10385-2.